# Ferrovia Tirrenica
La ferrovia Tirrenica, nota in passato come ferrovia Maremmana, è una linea ferroviaria italiana che collega Livorno a Roma correndo lungo la costa tirrenica.
La linea è una delle principali direttrici della rete ferroviaria dell'Italia centrale ed è interessata, oltre che da numerose relazioni regionali, anche da servizi nazionali quali InterCity e Frecciabianca. Il servizio passeggeri tra le stazioni di Roma Termini e Civitavecchia è esercitato da Trenitalia nell'ambito del servizio suburbano FL5 (FL5).

## Storia
| Tratto                                 | Attivazione     | Attivazione |
| -------------------------------------- | --------------- | ----------- |
| Roma-Civitavecchia (via Ponte Galeria) | 24 aprile 1859  | [ 1 ]       |
| Livorno-Follonica (via Collesalvetti)  | 20 ottobre 1863 | [ 1 ]       |
| Follonica-Orbetello                    | 15 giugno 1864  | [ 1 ]       |
| Orbetello-Nunziatella                  | 3 agosto 1864   | [ 1 ]       |
| Nunziatella-Civitavecchia              | 27 giugno 1867  | [ 1 ]       |
| Pisa-Collesalvetti                     | 1º aprile 1874  | [ 1 ]       |
| Manuale                                |                 |             |

La Tirrenica fu aperta a tratti nel corso della seconda metà del XIX secolo. Il primo tratto della linea, rappresentato dalla ferrovia Roma-Civitavecchia, fu inaugurato nel 1859; quattro anni dopo la ferrovia Leopolda venne allungata verso sud all'altezza di Livorno: il tracciato originale lasciava la stazione di Livorno Calambrone dirigendosi verso est, raggiungeva l'abitato di Collesalvetti e, attraversando l'entroterra toscano, si attestava presso Follonica. Nel 1864 la linea fu allungata sino a raggiungere il confine con lo Stato Pontificio, rappresentato dal fiume Chiarone, nel comune di Capalbio. I due tronchi Livorno-Chiarone e Civitavecchia-Roma furono uniti nel 1867: da allora fu possibile mettere in comunicazione la Toscana con Roma via treno, il mezzo di trasporto che in quegli anni stava rivoluzionando la mobilità in Italia.
Da subito la ferrovia riscosse un notevole successo grazie alla rapidità con cui garantiva lo spostamento sia di passeggeri che di merci tra l'Italia centro-settentrionale e la città eterna. Allo scopo di semplificare il tracciato e ridurre ulteriormente i tempi di percorrenza, nel 1871 fu aperto un raccordo che collegava lo scalo di Collesalvetti alla stazione di Pisa Centrale; ciò provocò le proteste degli abitanti di Livorno, che di fatto si vedevano tagliati fuori dalla direttrice principale.
Proprio per non isolare l'abitato di Livorno e il suo importante porto, agli inizi del Novecento si decise di potenziare la ferrovia Tirrenica costruendo una variante di tracciato che semplificasse i collegamenti tra la città labronica e Roma. I lavori iniziarono nel 1905 e si conclusero cinque anni dopo, con l'apertura della linea litoranea Livorno-Vada, che dato il notevole risparmio di tempo che permetteva acquistò immediatamente una grande importanza a discapito del tracciato originario passante per Collesalvetti, che entrò in una fase di declino.
| Variante                                | Attivazione    | Attivazione |
| --------------------------------------- | -------------- | ----------- |
| Livorno-Vada (via costiera)             | 3 luglio 1910  | [ 1 ] [ 2 ] |
| Roma Trastevere-Maccarese (via Aurelia) | 25 maggio 1990 | [ 3 ]       |
| Manuale                                 |                |             |

Negli anni il percorso della ferrovia non ha subito mutamenti di rilievo ed è stato dotato dei più moderni sistemi di controllo del traffico. L'ultima modifica al tracciato degna di nota risale al 1990, quando è stata inaugurata una variante alle porte di Roma: il nuovo binario entrava nella capitale da ovest dopo aver lasciato la linea storica dopo la stazione di Maccarese, attraversando diverse gallerie e garantendo un notevole risparmio di tempo rispetto al percorso originario passante per Ponte Galeria, più lungo e curvilineo e in parte condiviso con la ferrovia Roma-Fiumicino, che invece entrava nella città eterna da sud.

## Caratteristiche
| Continuation backward |

| Non-passenger station/depot on track |

| (96+094) |
| (31+459) |

| Unknown route-map component "ABZgl+xl" | Unknown route-map component "vSTR+r-" + Unknown route-map component "v-STR+r" |  |

| Continuation forward | Unknown route-map component "vDST-STR" |  |

| Unknown route-map component "BHFSPLe" |

| Unknown route-map component "eBHF" |

| Stop on track |

| Unknown route-map component "tSTRa" |

| Unknown route-map component "tSTRe" |

| Station on track |

| Unknown route-map component "HSTeBHF" |

| Station on track |

|  | Unknown route-map component "ABZg+l" | Unknown route-map component "CONTfq" |

| Station on track |

| 0+000   |
| 287+519 |

|  | Unknown route-map component "ABZg+l" | Unknown route-map component "CONTfq" |

| Unknown route-map component "WCONTfaq" | Unknown route-map component "hKRZWae" | Unknown route-map component "WCONTgeq" |

| Station on track |

| Unknown route-map component "eHST" |

| Station on track |

| Unknown route-map component "HSTeBHF" |

| Station on track |

| Unknown route-map component "kABZg3" |

| Unknown route-map component "cCONTgq" | Unknown route-map component "kABZr+12" | Unknown route-map component "STR+k34" | Unknown route-map component "+c" |

| Unknown route-map component "kABZg+4" |

| Station on track |

| Unknown route-map component "HSTeBHF" |

| Unknown route-map component "exKBHFa" | Station on track |  |

| Unknown route-map component "exKRWg+l" | Unknown route-map component "eKRWgr" |  |

| Unknown route-map component "exSTRl" | Unknown route-map component "eKRZo" | Unknown route-map component "exCONTfq" |

| Unknown route-map component "KINTaq" | Unknown route-map component "vSTR+r-SHI1+r" |  |

| Unknown route-map component "BHFSPLe" |

| Station on track |

| Non-passenger station/depot on track |

|  | Unknown route-map component "ABZgl" | Unknown route-map component "CONTfq" |

|  | Unknown route-map component "ABZg+l" | Unknown route-map component "CONTfq" |

| Station on track |

| Unknown route-map component "eBST" |

| Station on track |

|  | Unknown route-map component "eABZgl+l" | Unknown route-map component "exCONTfq" |

| Unknown route-map component "WCONTfaq" | Unknown route-map component "hKRZWae" | Unknown route-map component "WCONTgeq" |

|  | Unknown route-map component "eABZg+l" | Unknown route-map component "exCONTfq" |

| Unknown route-map component "eHST" |

| Non-passenger station/depot on track |

| Unknown route-map component "HSTeBHF" |

| Unknown route-map component "WCONTfaq" | Unknown route-map component "hKRZWae" | Unknown route-map component "WCONTgeq" |

| Station on track |

| Station on track |

| Unknown route-map component "exCONTgq" | Unknown route-map component "eABZgr" |  |

| Unknown route-map component "eHST" |

| Station on track |

| Unknown route-map component "HSTeBHF" + Unknown route-map component "lBST" |

| Unknown route-map component "STR+GRZq" |

| Unknown route-map component "eBST" |

| Unknown route-map component "WCONTfaq" | Unknown route-map component "hKRZWae" | Unknown route-map component "WCONTgeq" |

| Station on track |

| Unknown route-map component "WCONTfaq" | Unknown route-map component "hKRZWae" | Unknown route-map component "WCONTgeq" |

| Station on track |

| Unknown route-map component "SKRZ-G2u" |

|  | Unknown route-map component "exLKRWl" + Straight track | Unknown route-map component "exLKRW+r" |

| Unknown route-map component "STR+l" | Unknown route-map component "KRZo" | Unknown route-map component "ABZxr+r" + Unknown route-map component "STR+r" |

| Unknown route-map component "LSTR" | Unknown route-map component "SHI1r" + Unknown route-map component "v-SHI3+l" | Unknown route-map component "SHI3r" |

| Unknown route-map component "LSTR" | Unknown route-map component "vSTR" + Unknown route-map component "v-LSHI2+l" | Unknown route-map component "LCONTfq" |

| Unknown route-map component "LSTR" | Unknown route-map component "vSTR-ABZg+l" | Unknown route-map component "KDSTeq" |

| Unknown route-map component "ENDExe" | Unknown route-map component "vTUNNEL1" |  |

| Unknown route-map component "exHST" | Unknown route-map component "BHFSPLe" |  |

| Unknown route-map component "exKRWl" | Unknown route-map component "eKRWg+r" |  |

| Station on track |

| Unknown route-map component "eHST" |

| Station on track |

| Unknown route-map component "eBHF" |

| Stop on track |

| Unknown route-map component "exKBHFa" | Station on track |  |

| Unknown route-map component "exKRWl" | Unknown route-map component "eKRWg+r" |  |

| Unknown route-map component "HSTeBHF" + Unknown route-map component "lBST" |

| Unknown route-map component "HSTeBHF" |

| Unknown route-map component "WCONTfaq" | Unknown route-map component "hKRZWae" | Unknown route-map component "WCONTgeq" |

| Station on track |

| 34+175 |
| 31+070 |

| Unknown route-map component "CONTgq" | Unknown route-map component "ABZgr" |  |

| Unknown route-map component "SKRZ-Ao" |

| Unknown route-map component "tSTRa" |

| Unknown route-map component "tSTRe" |

| Unknown route-map component "SKRZ-Ao" |

| Station on track |

| Unknown route-map component "tSTRa" |

|  | Unknown route-map component "etABZgl" | Unknown route-map component "extCONTfq" |

| Unknown route-map component "tSTRe" |

|  | Unknown route-map component "vSHI1+l-STR+l" | Unknown route-map component "CONTfq" |

|  | Unknown route-map component "vSTR-ABZg+l" | Unknown route-map component "CONTfq" |

| Unknown route-map component "vBHF" |

| Unknown route-map component "tvSTRa@g" |

| Unknown route-map component "tdSTR" | Unknown route-map component "tdSHST" |

| Unknown route-map component "tvÜWBl" |

| Unknown route-map component "tvSTRe@f" |

| Unknown route-map component "exKDSTaq" | Unknown route-map component "veABZg+r-STR" |  |

| Unknown route-map component "CONTgq" | Unknown route-map component "vABZg+r-STR" |  |

| Unknown route-map component "exvBHF+vHST" |

| Unknown route-map component "exCONTgq" | Unknown route-map component "veABZg+r-STR" |  |

|  | Unknown route-map component "vSTR-eABZg+l" | Unknown route-map component "exKBHFeq" |

| Unknown route-map component "WCONTfaq" | Unknown route-map component "vWBRÜCKE1" | Unknown route-map component "WCONTgeq" |

|  | Unknown route-map component "vSTR-eABZg+l" | Unknown route-map component "exKINTeq" |

| Unknown route-map component "SPLe" |

| Unknown route-map component "CONTgq" | Unknown route-map component "KRZor" | Unknown route-map component "CONTfq" |

| Unknown route-map component "uCONTgq" | Unknown route-map component "mKRZo" | Unknown route-map component "uCONTfq" |

| Station on track |

|  | Unknown route-map component "ABZg2" | Unknown route-map component "STRc3" |

|  | Unknown route-map component "uexdCONTgq" | Unknown route-map component "emKRZu" + Unknown route-map component "STRc1" | Unknown route-map component "uxmKRZq+4o" | Unknown route-map component "uexdCONTfq" |

|  | Unknown route-map component "BHF-L" | Unknown route-map component "BHF-R" |

| Unknown route-map component "CONT4+f" | Straight track | Straight track |

| Unknown route-map component "ABZgl" | Junction both to and from right | Straight track |

| Unknown route-map component "dCONTgq" | Unknown route-map component "kKRZq2u" | One way rightward + Unknown route-map component "STRc2" | Unknown route-map component "STR3" | Unknown route-map component "d" |

| Unknown route-map component "kSTRc1" | Unknown route-map component "kkSTR+4" + Unknown route-map component "STR+1" | Unknown route-map component "STRc4" |

| Unknown route-map component "CONTgq" | Unknown route-map component "ABZg+r" |  |

| End station |

| Continuation backward |

| Station on track |

| 31+070 |
| 34+175 |

|  | Unknown route-map component "ABZgl" | Unknown route-map component "CONTfq" |

| Unknown route-map component "SKRZ-Au" |

| Unknown route-map component "CONTgq" | Unknown route-map component "ABZg+r" |  |

| Station on track |

| Stop on track |

| Unknown route-map component "HSTeBHF" |

| Stop on track |

| Unknown route-map component "exKRW+l" | Unknown route-map component "eKRWgr" |  |

| Unknown route-map component "exBHF" | Unknown route-map component "ABZg+l" | Unknown route-map component "CONTfq" |

| Unknown route-map component "exSTR" | Unknown route-map component "HSTeBHF" |  |

| Unknown route-map component "exKRWl" | Unknown route-map component "eKRWg+r" |  |

| Continuation forward |

La linea è interamente a doppio binario ed è elettrificata a 3000 V in corrente continua. Lunga in totale 312 km, la ferrovia è interessata sia dal traffico viaggiatori che da quello merci; i treni che la percorrono possono raggiungere velocità massime di 200 km/h in rango C, soprattutto nel tratto compreso fra le stazioni di Cecina e Montalto, che presenta un'andatura prevalentemente pianeggiante e pressoché rettilinea.

### Percorso

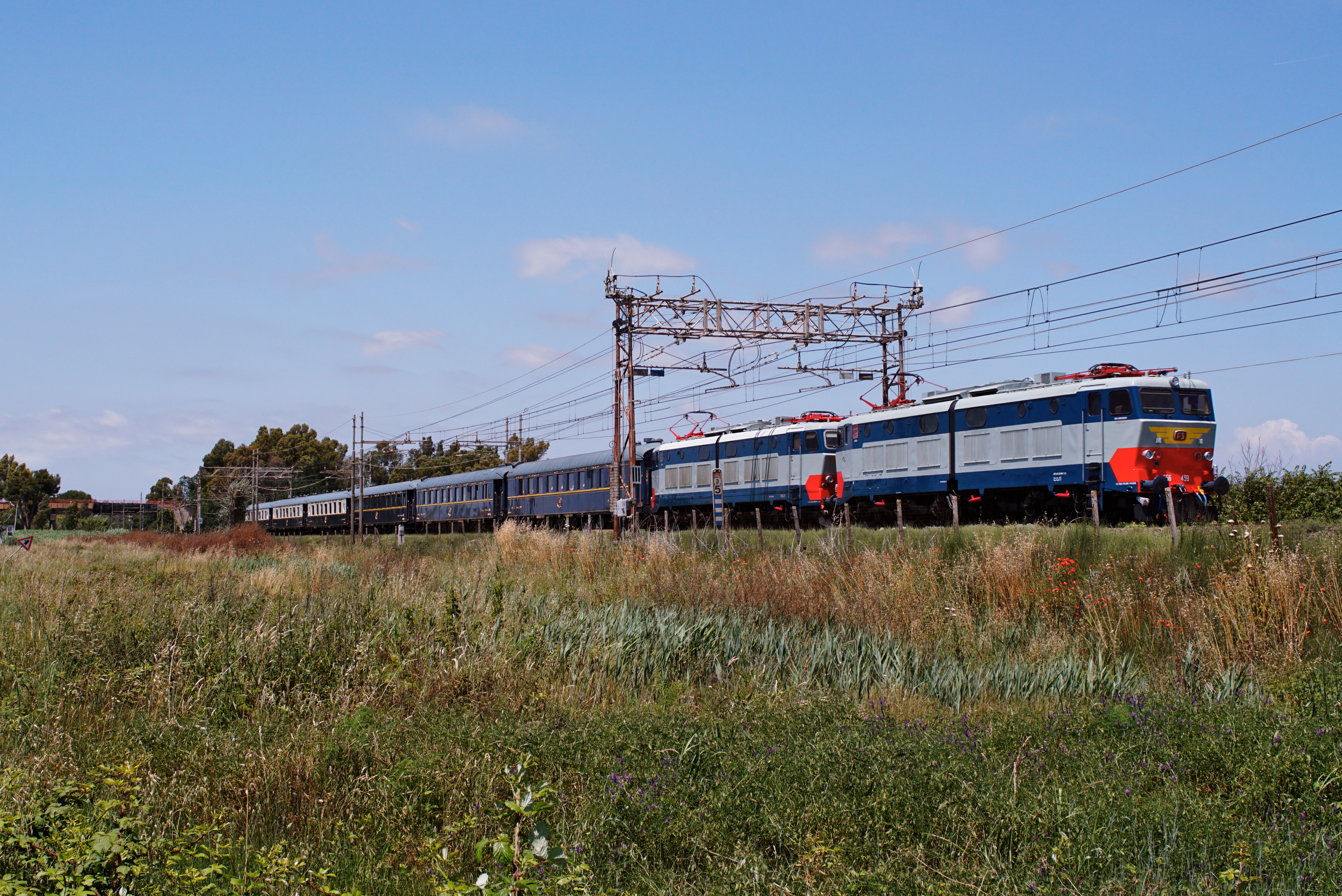
Convoglio storico in linea tra Maccarese e Ladispoli

Dalla stazione di Livorno Centrale il binario della ferrovia Tirrenica prosegue quello della ferrovia Leopolda in direzione nord. Correndo a ridosso del litorale tirrenico, la linea si congiunge alla ferrovia Pisa-Vada, tracciato originario della passante per Collesalvetti, presso la stazione di Vada; dopodiché il binario avanza verso meridione seguendo un percorso lineare e prevalentemente rettilineo fino a Follonica, dove il tracciato curva verso est e descrive un ampio cerchio intorno al montuoso retroterra di Punta Ala. In seguito la linea raggiunge Grosseto, supera facilmente i Monti dell'Uccellina e fiancheggia il Monte Argentario, prima di sconfinare in territorio laziale.
Sempre correndo nelle immediate vicinanze della costa, la ferrovia giunge a Civitavecchia, procedendo in direzione di Fiumicino. Poco dopo la stazione di Maccarese-Fregene il tracciato si sdoppia: la variante aperta nel 1990 piega verso est ed entra nell'abitato di Roma dopo aver superato numerose gallerie, mentre il percorso originario, maggiormente lungo e curvilineo, entra nella capitale da sud, ricongiungendosi alla variante all'altezza della stazione di Roma Trastevere. Il tracciato si attesta infine presso la stazione di Roma Termini.

## Traffico
Il servizio è svolto da Trenitalia con treni regionali veloci a cadenza bioraria tra Roma e Pisa, impiegando prevalentemente i Treni Rock ETR521/621 oppure convogli composti da locomotiva E.464 + carrozze Vivalto. 
Tra le stazioni di Roma e Civitavecchia invece il servizio è svolto come linea FL5, impiegando sempre i Treni Rock. Vengono espletati anche diversi regionali tra Roma e Grosseto, tra Pisa e Campiglia Marittima, ed inoltre percorrono la linea anche alcuni treni regionali e regionali veloci diretti o provenienti a/da Firenze, attestandosi a Grosseto o Campiglia Marittima; alcuni di questi treni percorrono anche la ferrovia Campiglia Marittima-Piombino Marittima. Inoltre, la ferrovia è percorsa da alcuni Intercity e Intercity Notte, e anche da vari Treni Frecciabianca effettuati con gli ETR 460 (o in mancanza di questi, con ETR 485), tra le stazioni di Roma e Genova Piazza Principe, Torino Porta Nuova e Milano Centrale, percorrendo dopo la ferrovia Tirrenica, la ferrovia Genova-Pisa